# Nodozana heieroglyphica
Nodozana heieroglyphica là một loài bướm đêm thuộc phân họ Arctiinae, họ Erebidae.